# Natriumkanaal

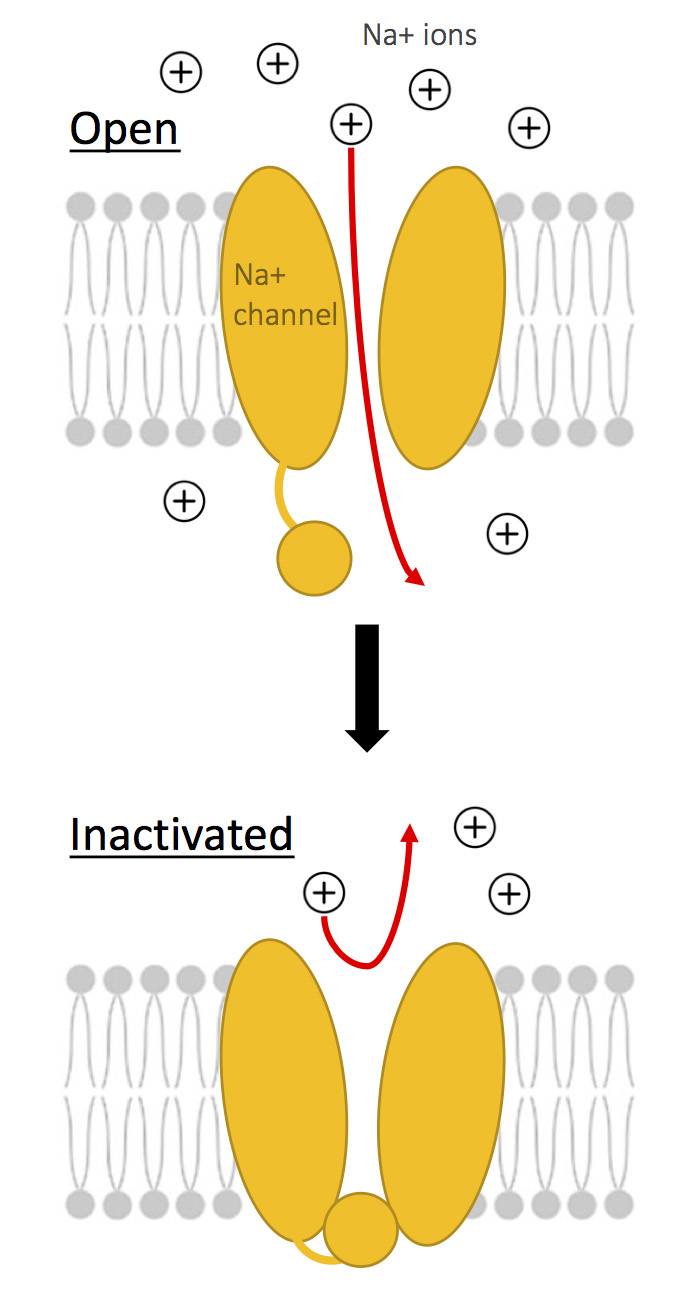
Natriumkanaal

Een natriumkanaal is een ionkanaal dat voornamelijk natrium-ionen doorlaat. Natriumkanalen zijn cruciaal voor de voortplanting van elektrische activatie in neuronen, hartspiercellen, en enkele andere celtypen.
De kans dat een natriumkanaal open gaat wordt snel groter wanneer de membraanpotentiaal een bepaalde drempelwaarde overstijgt. Door het openen van deze kanalen stromen natriumionen de cel binnen, waardoor de membraanpotentiaal verder stijgt. Zo ontstaat een kettingreactie die de membraanpotentiaal zeer snel doet stijgen vanaf de rustpotentiaal, en een actiepotentiaal veroorzaakt. In veel celtypen, waaronder hartspiercellen, maakt dit het openen van calciumkanalen mogelijk. De daarop volgende instroom van calcium-ionen beweegt de cel er toe een bepaalde taak uit te voeren, zoals de samentrekking van de spiercel. In grote delen van neuronen zijn er geen of weinig calciumkanalen, en is de voortplanting van de actiepotentiaal een doel op zich.

## Farmacologie
Bekende stoffen die natriumkanalen blokkeren zijn de medicijnen Ajmaline, Quinidine en Procainamide, de gifstoffen Tetrodotoxine en Saxitoxine, en diverse Conotoxines. De stof Aconitine houdt juist de natriumkanalen open, met ernstige gevolgen.